# تنغ كوزي (بهمئي غرمسيري الشمالي)
تنغ كوزي (بالفارسية: تنگ کوزی) هي قرية تقع في إيران في قسم بهمئي غرمسیري الشمالي الريفي. يقدر عدد سكانها بـ 78 نسمة بحسب إحصاء 2016.